# Alberto Decombe Edwards
Alberto Decombe Edwards (Santiago, 22 de junio de 1907 - ibíd., 25 de septiembre de 1995) fue un abogado, agricultor y político chileno, miembro del Partido Conservador Unido. Se desempeñó como diputado de la República en representación de la 6ª Agrupación Departamental de Valparaíso y Quillota, durante dos periodos consecutivos entre 1957 y 1965.

## Familia y estudios
Nació en Santiago, el 22 de junio de 1907; hijo de Alberto Decombe Echazarreta y María Luisa Edwards Vives. Realizó sus estudios primarios y secundarios en el Colegio de los Sagrados Corazones de su ciudad natal, y luego cursó los superiores en la Escuela de Derecho de la Pontificia Universidad Católica (PUC).
Ejerció su profesión y también dedicó a las actividades agrícolas en su fundo "Santa Olivia" en la comuna de Quillota.
Se casó en Santiago, el 21 de diciembre de 1931, con Olivia Villalobos Arteaga, con quien tuvo cinco hijos.

## Carrera política
Militante del Partido Conservador Unido (PCU), fue elegido como regidor por la comuna de Quillota, entre los años 1953-1955 y 1955-1957; ejerció también, como alcalde suplente.
En las elecciones parlamentarias de 1957, fue elegido como diputado por la Sexta Agrupación Departamental (correspondiente a los departamentos de Valparaíso y Quillota), por el periodo legislativo 1957-1961. Durante su gestión integró la Comisión Permanente de Gobierno Interior. En las elecciones parlamentarias de 1961, ontuvo la reelección diputacional por la misma Agrupación, para el periodo 1961-1965. En esa oportunidad integró la Comisión Permanente de Educación Pública y la de Vías y Obras Públicas.
Entre otras actividades, fue socio y director en Quillota, durante algunos años, de la Sociedad Nacional de Agricultura (SNA). También, fue director del Síndico del Asilo de Ancianos Rosa Krager; de la Fundación Diego Echeverría; presidente del Centro Rafael Ariztía de Quillota, y presidente de la Acción Católica en la misma comuna. Por otra parte, fue miembro del Club de La Unión y del Club de Leones.
Falleció en la comuna santiaguina de Las Condes, el 25 de septiembre de 1995.